# ロシアの今日
座標: 北緯55度44分15.38秒 東経37度35分24.92秒 / 北緯55.7376056度 東経37.5902556度
ロシアの今日（ロシア語: Россия сегодня, tr. ラシーヤ・シヴォードニャ、Rossíya sevódnya; IPA: [rɐˈsʲijə sʲɪˈvodʲnʲə]）は、ロシア大統領令によって2013年12月9日に設立された国際通信社。既存のRT（旧称：ロシア・トゥデイ）とは異なる組織であるが、ロシア以外ではしばしば「ロシア・トゥデイ」や「新ロシア・トゥデイ」として言及される。

## 歴史
2013年12月9日、通信社RIAノーボスチと国際放送ラジオ局ロシアの声（旧：ラジオ・モスクワ）の合併により成立した。ロシア大統領令によれば、「他国の人々に向けてのロシアのロシアの国策、生活、社会についての情報を供給する」ことを使命としている。大統領府長官セルゲイ・イワノフは、ロシアのメディアの費用対効果を改善するために創設されたと語っている
。しかしながらRIAノーボスチの報道では、この動きはメディアコントロールを強化する試みであると推測しており、西側諸国の報道では国営メディアであり、ロシアの対外イメージを好転させるためのウラジーミル・プーチン大統領による広報組織と見られている。
2009年以前はロシア・トゥデイの名称を使用していたRTは、名称が類似するロシアの今日との関係性が無いとしている。一方、BBCはロシアの今日がRTを補完する機能を有すると観測した報道を行っている。2013年12月31日、RT編集長のマルガリータ・シモニャンが編集長に就任、双方を兼務することになった。
2014年11月10日、マルチメディア展開を担うスプートニクを設立。音声メディアとしてロシアの声を置き換える「ラジオ・スプートニク」を開始した。ラジオ・スプートニクは、FM、デジタルラジオ（DAB/DAB+）、HDラジオ、携帯電話、インターネットを通じた国際放送を行っている。ロシア国内では、引き続きRIAノーボスチのブランド名でロシア語による通信社としてインターネットで活動している。